# Loch Long (Highland)
Loch Long ist eine fjordähnliche Meeresbucht an der Westküste Schottlands in den Northwest Highlands. In Schottland werden diese Meeresbuchten sea lochs genannt und bezeichnen Seen, die durch Meerwasser gespeist werden.
Der Loch Long mündet bei der kleinen Ortschaft Dornie in den Loch Duich und den Loch Alsh. Der Loch Long ist an seiner schmalsten Stelle weniger als 100 Meter breit und in seiner südwest-nordöstlichen Ausrichtung rund 7 Kilometer lang. Das Ufer ist infrastrukturell kaum erschlossen und nur von wenigen Gehöften besiedelt.